# Bijan Robinson
Bijan Robinson (Tucson, Arizona; 30 de enero de 2002) es un jugador profesional estadounidense de fútbol americano, se desempeña en la posición de running back en Atlanta Falcons, en la National Football League (NFL).

## Carrera
Hizo su debut profesional con el equipo Atlanta Falcons, lleva jugando una temporada, comenzó en el 2023.